# Warrington (Florida)
Warrington es un lugar designado por el censo ubicado en Escambia en el estado estadounidense de Florida. En el Censo de 2010 tenía una población de 14.531 habitantes y una densidad poblacional de 631,81 personas por km².

## Geografía
Warrington se encuentra ubicado en las coordenadas 30°22′57″N 87°17′39″O / 30.38250, -87.29417. Según la Oficina del Censo de los Estados Unidos, Warrington tiene una superficie total de 23 km², de la cual 17.95 km² corresponden a tierra firme y (21.97%) 5.05 km² es agua.

## Demografía
Según el censo de 2010, había 14.531 personas residiendo en Warrington. La densidad de población era de 631,81 hab./km². De los 14.531 habitantes, Warrington estaba compuesto por el 68.89% blancos, el 21.79% eran afroamericanos, el 1.07% eran amerindios, el 2.53% eran asiáticos, el 0.14% eran isleños del Pacífico, el 1.75% eran de otras razas y el 3.82% pertenecían a dos o más razas. Del total de la población el 5.33% eran hispanos o latinos de cualquier raza.